# Aldeide abscissica ossidasi
La aldeide abscissica ossidasi è un enzima appartenente alla classe delle ossidoreduttasi, che catalizza la seguente reazione:
aldeide abscissica + H2O + O2 ⇄ abscissato + H2O2
Agisce sull'aldeide abscissica sia (+) che (-). È coinvolto nella biosintesi dell'acido abscissico nelle piante, insieme agli enzimi xantossina deidrogenasi, 9-cis-epossicarotenoide diossigenasi e acido (+)-abscissico 8'-idrossilasi. Anche se l'aldeide abscissica è il miglior substrato, l'enzima reagisce anche con l'indolo-3-aldeide, la 1-naftaldeide e la benzaldeide, ma più lentamente.